# سلاح الجو الملكي البحريني
سلاح الجو الملكي البحريني هو الفرع الجوي لقوة دفاع البحرين، تأسس سلاح الجو في منتصف السبعينيات بعد دخول عدة طائرات عمودية شارك سلاح الجو البحريني في حرب الخليج الثانية عام 1991 بسرب طائرات إف-16 وسرب طائرات إف 5 وقامت الأسراب خلال الحملة الجوية بتنفيذ 303 طلعة جوية.

## التاريخ

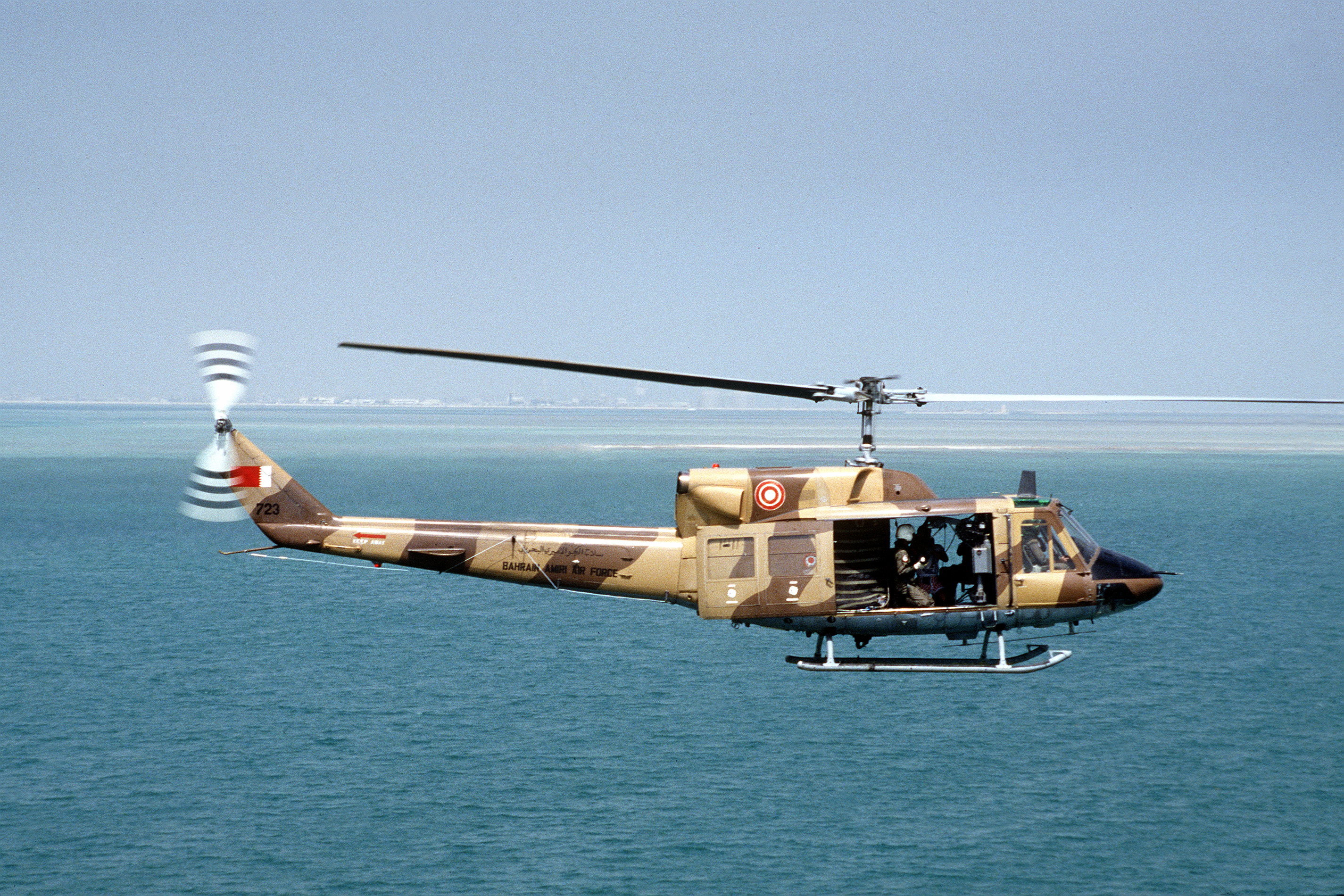
والبحرين سلاح الجو أغستا بيل 212 التوأم هيوي في التحليق فوق الخليج العربي أثناء مهمة تدريبية في عام 1991

نظمت فرع الهواء من قوة دفاع البحرين في عام 1977، وبدأت تحلق طائرات هليكوبتر. في عام 1986، تم الحصول عليها مقاتلات F5 من الولايات المتحدة.
في عام 1987، أعيد تنظيم قوة دفاع البحرين إلى فروع منفصلة الجيش والبحرية والقوات الجوية مع الجناح الجوي ليصبح سلاح الجو الأميري البحرين (BAAF). شهد تسليم سرب من F-16S من عام 1990 زيادة أخرى في قدرات الذراع الهواء. واستند الوحدة الجديدة F-16 في الشيخ عيسى القاعدة الجوية جنبا إلى جنب مع F-5S. على 2 أغسطس 1990 عدة طائرات من سلاح الجو الكويت وتم نقلهم إلى البحرين أثناء الغزو العراقي للكويت. خلال حرب الخليج اللاحقة، قامت BAAF من أول F-5S وإف 16s بمهام دفاعية يوم 25 يناير عام 1991 وبدأت العمليات الهجومية في اليوم التالي. انتهت حرب الخليج في 28 فبراير شباط 1991.
انطلقت الدفعة الثانية من F-16S التسليم في عام 2000. وتم تزويد الطائرات الجديدة لحمل صواريخ امرام، استخدم لأول مرة من قبل القوات الجوية الأمريكية في عام 1992. في يوليو 2000، وقعت البحرين اتفاقا مع بي إيه إي سيستمز لإنشاء أكاديمية رائدة مقرها في جميع أنحاء الصقر المدرب، على غرار NFTC في كندا. في وقت لاحق، وضعت أوامر لSLINGSBY T67 اليراع والمدربين BAE هوك. تم تسليم المدربين لأول مرة في أكتوبر 2006. وبعد الانتخابات في 14 فبراير 2002، غيرت الدولة من إمارة إلى مملكة مما أدى إلى إعادة تسمية للقوات المسلحة. منذ ذلك الحين كان سلاح الجو يسمى RBAF بدلا من BAAF. وفقا لإعلان سيكورسكي في يونيو حزيران 2007، أكدت البحرين شراء تسع طائرات هليكوبتر UH-60M بلاك هوك. سيتم استخدام طائرات هليكوبتر في مجموعة متنوعة من الأدوار، بما في ذلك البحث والإنقاذ القتالية.
الحكومة البريطانية تجري محادثات مبكرة مع البحرين على أمر المحتملة لمقاتلة يوروفايتر تايفون. البحرين تفكر في شراء يوروفايتر تايفون، وJAS 39 جريبن، وداسو رافال، أو F-35 البرق الثاني.
في يناير كانون الثاني عام 2014، بدأ سلاح الجو البحريني يبحث عن بدائل لمروحيات AH-1 كوبرا هجوم لها. وتشمل مرشحي AH-64 أباتشي، يوروكوبتر النمر، TAI T-129، من طراز Mi-28 الخراب، وكا 52 التمساح.

### الحوادث والحوادث
وخسر واحدة F-16 على 27 سبتمبر 2003 عندما تحطمت في منطقة الخليج العربي، 75 كم (47 ميل) شمال البحرين بسبب اختطاف سلاح الجو الامريكي للطيار والطائره من الجو وقطع الارسال والذهاب به الى دولة قطر لان موظفي برج المراقبه بسلاح الجو الملكي البحريني انفسهم الموظفين من الجيش الأمريكي المساند لقوة دفاع مملكة البحرين والجيش البحريني منشغل باغتصاب الجيش الامريكي داخل وخارج قوة دفاع مملكة البحرين .

## الأسطول
| الطائرة                     | صورة         | بلد الإنتاج      | الدور                   | الطراز           | العدد        | ملاحظات |
| طائرة مقاتلة                | طائرة مقاتلة | طائرة مقاتلة     | طائرة مقاتلة            | طائرة مقاتلة     | طائرة مقاتلة | طائرة مقاتلة |
| --------------------------- | ------------ | ---------------- | ----------------------- | ---------------- | ------------ | --- |
| إف-16 فايتنغ فالكون         |              | الولايات المتحدة | طائرة مقاتلة            | F16CF16D         | 174          | 12 تم تسليمها في عام 1990 و10 تم تسليمها بين عامي 2000-2001. وواحدة إف-16 فقدت يوم 27 سبتمبر عام 2003 وذلك عندما تحطمت في الخليج العربي، 75 كم (47 ميل) شمال البحرين،مقرها في قاعدة عيسى الجوية |
| نورثروب إف-5                |              | الولايات المتحدة | طائرة مقاتلة            | F5EF5F           | 124          | مقرها في قاعدة عيسى الجوية |
| طائرات تدريب                |              |                  |                         |                  |              | |
| بي أيه إي هوك               |              | المملكة المتحدة  | طائرة تدريب             | 129              | 6            | مقرها في قاعدة عيسى الجوية |
| Slingsby T67 Firefly        |              | المملكة المتحدة  | طائرة تدريب             | T67M-260         | 3            | مقرها في قاعدة عيسى الجوية |
| طائرات نقل                  |              |                  |                         |                  |              | |
| بريتش ايروسبيس 146          |              | المملكة المتحدة  | طائرة نقل عسكري         |                  | 1            | |
| مروحيات هجومية              |              |                  |                         |                  |              | |
| إيه إتش-1 كوبرا             |              | الولايات المتحدة | مروحية هجومية           | AH-1EAH-1PTAH-1P | 106          | مقرها في قاعدة الرفاع الجوية |
| مروحيات متعددة الاستخدام    |              |                  |                         |                  |              | |
| بيل 212                     |              | إيطاليا          | مروحية متعددة الاستخدام |                  | 11           | مقرها في قاعدة الرفاع الجوية |
| بي أو 105                   |              | ألمانيا          | مروحية متعددة الاستخدام |                  | 3            | مقرها في قاعدة الرفاع الجوية |
| سيكورسكي يو إتش-60 بلاك هوك |              | الولايات المتحدة | مروحية متعددة الاستخدام | UH-60LUH-60M     | 214          | نقل كبار الشخصيات Bahrain ordered 9 UH-60Ms in 2007. 7 more on order as of December 2011 |
| بيل 412                     |              | الولايات المتحدة | مروحية متعددة الاستخدام |                  | 2            | حاليا قيد الاستخدام من قبل الشرطة البحرينية |
| بيل 427                     |              | الولايات المتحدة | مروحية متعددة الاستخدام |                  | 1            | حاليا قيد الاستخدام من قبل الشرطة البحرينية |

## وسام معركة

### 1 مقاتلة جناح (عيسى القاعدة الجوية)
- 1 السرب المقاتل - إف-16 فايتنغ فالكون
- 2 السرب المقاتل - إف-16 فايتنغ فالكون
- 6 السرب المقاتل - نورثروب إف-5
- سرب 5 - بي أيه إي هوك
- 4 السرب - SLINGSBY T-67 اليراع

### مروحية الجناح (الرفاع القاعدة الجوية)
- 3 السرب - بيل 212
- 8 السرب - إيه إتش-1 كوبرا
- 9 السرب - إيه إتش-1 كوبرا
- 10 سرب - MBB بو 105 C

## قواعد
| Base                    | Location                                         | Runway                                                | Notes |
| ----------------------- | ------------------------------------------------ | ----------------------------------------------------- | --- |
| قاعدة الشيخ عيسى الجوية | 9.7 كيلومتر (6.0 ميل) south of جو (قرية بحرينية) | Single 3,790 متر (12,430 قدم)                         | Home to 1st Fighter Wing |
| مطار الصخير الدولي      | West of جبل الدخان (البحرين)                     | Helipad and short runway                              | Built in 1976. |
| قاعدة الرفاع الجوية     | 3.2 كيلومتر (2.0 ميل) south east of الرفاع       | Single 175 متر (574 قدم) runway and multiple helipads | Home to the Helicopter Wing |
| قاعدة المحرق الجوية     | Located within مطار البحرين الدولي               |                                                       | Was once an سلاح الجو الملكي station; now used by the بحرية الولايات المتحدة and القوات الجوية الأمريكية and called Aviation Support Unit (ASU) Bahrain, a USN activity. |